# Trichomanes colensoi
Trichomanes colensoi là một loài dương xỉ trong họ Hymenophyllaceae. Loài này được Hk.fil.in Hk. mô tả khoa học đầu tiên năm 1854.
Danh pháp khoa học của loài này chưa được làm sáng tỏ. 